# Postbursoplana fibulata
Postbursoplana fibulata är en plattmaskart som beskrevs av Ax 1955. Postbursoplana fibulata ingår i släktet Postbursoplana och familjen Otoplanidae. Inga underarter finns listade i Catalogue of Life.